# حوض سباحة (فلم 1969)
حوض سباحة (بالفرنسية: La Piscine) هو فيلم درامي إيطالي فرنسي تم إنتاجه في سنة 1969، وهو من إخراج جاك ديري وبطولة آلان ديلون، ورومي شنايدر، وموريس رونيه، وجين بيركين. الفيلم يتكلم عن علاقة حب بين كاتب اسمه جان بول مع عشيقته ماريان واللذان يقضيان عطلتهم في منزل صديق لهم.

## روابط خارجية
- مقالات تستعمل روابط فنية بلا صلة مع ويكي بيانات